# Philippine Daily Inquirer
Die Tageszeitung Philippine Daily Inquirer, auch unter Inquirer bekannt, ist nach eigenen Angaben die meistgelesene Zeitung der Philippinen und hat eine Auflage von täglich 260.000. Sie ist Mitglied des ANN (Asia News Network) und gehört zur Inquirer-Firmengruppe.
Der Büro- und Redaktionssitz des Philippine Daily Inquirer ist in Makati City. Darüber hinaus verfügt die Zeitung über vier regionale Büros in Davao, Cebu, Legazpi und Baguio und hat landesweit über 130 Korrespondenten im Einsatz. Gedruckt wird das Blatt täglich an vier Standorten. Neben dem Firmensitz in Makati sind die weiteren Druckereistandorte in Davao, Cebu und Laguna.

## Geschichte
Gegründet wurde die Philippine Daily Inquirer am 9. Dezember, 1985, gegen Ende der Militärdiktatur unter Ferdinand Marcos, von der Herausgeberin Eugenia Apóstol, dem Kolumnisten Max Solivén und der Ehegattin des damaligen Sprechers des Repräsentantenhauses Feliciano „Sonny“ Belmonte, Betty Go-Belmonte. Sie gilt als Nachfolgerin des wöchentlich herausgegeben Philippine Inquirer, ebenfalls 1985 gegründet, und der wöchentlichen Boulevardzeitschrift Mr & Ms Special Edition, während die Motivation hinter der Philippine Inquirer die Berichterstattung über den Prozess gegen 25 philippinische Soldaten die wegen Beihilfe zum Mord am Oppositionsführer Benigno „Ninoy“ Aquino, welcher am 21. August 1983 am Manila International Airport umgebracht wurde, war, diente das Mr. & Mrs. Special Edition Magazin als Medium gegen die Diktatur.
Das ursprüngliche Budget des Philippine Daily Inquirer betrug eine Million Pesos und hatte eine Auflage von 30.000 pro Tag. Eines der Hauptthemen war die Berichterstattung über den Wahlkampf Corazón Aquinos während der philippinischen Präsidentschaftswahlen 1986 sowie über die darauffolgende Volksrevolution im selben Jahr. Der Slogan, „Balanced News, Fearless Views“, wurde im Januar 1986 beigefügt, nachdem die Zeitung einen Wettkampf abhielt, in dem die Leser dazu aufgerufen wurden einen Werbespruch für die Zeitung zu gestalten. Langjährige Chefredakteurin der Zeitung war vom 14. Juni 1991 bis zu ihrem Tod im Dezember 2015 Letty Jimenez-Magsanoc. Als ihr Nachfolger wurde am 2. Februar 2016 Jose Ma. Nolasco ernannt. Dieser war bereits zuvor von Letty Jimenez-Magsanoc selbst als ihren Nachfolger vorgeschlagen worden, da sie beabsichtigte nach den Präsidentschaftswahlen im Mai 2016 in den Ruhestand zu gehen. Nolasco’s journalistische Karriere begann 1979 als Reporter für die heute nicht mehr existierende Zeitung BusinessDay. Bereits ab dem Gründungsjahr 1985 arbeitete er dann für den Philippine Daily Inquirer.
Neben der Druckausgabe ist die Zeitung seit dem 27. Oktober 1997 auch mit der Onlineplattform inquirer.net im Internet präsent.
Maskottchen des Philippine Daily Inquirer ist der Wasserbüffel Guyito. Er tauchte erstmals 1985 auf als Teil eines Comicstreifens des Inquirer-Zeichners Jess Abrera. Aufgrund der großen Beliebtheit unter den Lesern fand der damals noch namenlose Wasserbüffel schnell seinen festen Platz in der Zeitung und versah regelmäßig Nachrichten und aktuelle Themen mit teils frechen Kommentaren. Seinen Namen Guyito erhielt er schließlich Ende 1996 im Rahmen eines Wettbewerbs, bei dem die Leser der Kinderzeitung Junior Inquirer aufgefordert waren, Namensvorschläge einzureichen. Heute ist Guyito sowohl auf den Internetseiten als auch in der Druckausgabe des Daily Philippine Inquirers präsent.

## Heute
Gemäß einer vom Marktforschungsunternehmen AC Nielsen im Jahr 2015 gemachten Erhebung erreichte der Philippine Daily Inquirer unter den meistgelesenen Tageszeitungen der Philippinen einen Marktanteil von 52,7 %, gefolgt vom Manila Bulletin mit 34,3 %.
Der Philippine Daily Inquirer ist heute die Hauptfirma und Namensgeber der Inquirer-Gruppe (Inquirer Group of Companies). Zu den Schwesterfirmen zählen:
- Inquirer Publications – Herausgeber der landesweit veröffentlichten Boulevardzeitung Bandera und der regional in Cebu erscheinenden Tageszeitung Cebu Daily News
- Hinge Inquirer Publication HIP – die Zeitschriftensparte der Inquirer-Gruppe mit Publikationen wie Pinnacle, Multisport Philippines, Turista und anderen.
- Inquirer.net – die Onlineplattform der Inquirer-Gruppe mit Online-Nachrichten, Videos, Kommentaren zu aktuellen Themen
- Radyo Inquirer – ein von der Trans-Radio Broadcasting Corporation betriebener Radiosender, welcher unter anderem Inquirer-Nachrichten sendet
- DAG Xpress Courier Inc. – ein Zustellservice für Publikationen und Abonnements, Rechnungen, sowie Werbesendungen und Katalogen. Neben den Inquirer-Firmen nutzen auch andere Zeitungen diesen Zustellservice.
- Print Town Gruppe – heute der größte Drucker der Philippinen in privater Hand, bestehend aus drei Einzelfirmen
- Megamobile – ein auf mobile Endgeräte fokussierter Anbieter von Inhalten, Umfragen, Werbung und auch Entwickler von Apps für Smartphones

Seit Anfang der 1990er Jahre befand sich die Inquirer-Firmengruppe im mehrheitlichen Besitz des Rufino-Prieto Familienclans. In den Jahren 2010 bis 2013 sank der jährliche Umsatz der hauptsächlich auf Printmedien ausgerichteten Firmengruppe um nahezu 40 % und folgte damit dem Trend eines globalen Rückgangs an traditionellen Druckerzeugnissen. Ende 2017 erfolgte dann ein Verkauf dieser Mehrheitsanteile an den philippinischen Wirtschaftsmagnaten Ramon Ang. Laut der damaligen Vorstandsvorsitzenden Marixi Prieto handelte es sich dabei um eine strategische Entscheidung, um der Firmengruppe neue Wachstumsmöglichkeiten zu erschließen. Kritiker sehen aber auch anhaltende Angriffe des philippinischen Präsidenten Rodrigo Duterte wegen kritischer Berichterstattung über ihn als möglichen Beweggrund hinter dem Verkauf.

## Filipino of the Year
Seit 1991 ernennt der Philippine Daily Inquirer jedes Jahr den Filipino of the Year (Philippiner des Jahres). Hierbei wählen die Redakteure der Zeitung eine Person, die sich ihrer Meinung nach in besonderer Weise positiv um das Leben der Nation verdient gemacht haben, um sie damit zu ehren. Zumeist werden lebende Einzelpersonen mit dem Titel ausgezeichnet, in wenigen Fällen aber wurde die Auszeichnung auch bereits posthum vergeben oder es wurden ganze Personengruppen ausgezeichnet. Die frühere Präsidentin Corazon Aquino sowie der Profiboxer und Politiker Manny Pacquiao erhielten die Auszeichnung gar bereits zweifach.
Die Titelträger:
- 1991: Raymundo Punongbayan (langjähriger Direktor von PHIVOLCS, dem Philippinischen Institut für Vulkanologie und Seismologie)
- 1992: Haydee Yorac (philippinische Rechtswissenschaftlerin)
- 1993: Juan Flavier
- 1994: Overseas Filipino Workers
- 1995: Juan and Juana dela Cruz (die philippinische Version des „Ottonormalverbrauchers“)
- 1996: Fidel Ramos
- 1997: Corazon Aquino and Jaime Cardinal Sin
- 1998: Joseph Estrada
- 1999: Corazon Aquino
- 2000: Hilario Davide, Jr. (oberster Richter der Philippinen von 1991 bis 1998)
- 2001: Supreme Court of the Philippines
- 2002: Gloria Macapagal-Arroyo
- 2003: Manny Pacquiao
- 2004: Fernando Poe Jr.
- 2005: The Filipino Athlete („der philippische Athlet“, mit Bezugnahme auf die Südostasienspiele 2005)
- 2006: Antonio Meloto, Gründer von Gawad Kalinga, einer Bewegung, die sich um Verringerung der Armut und Nationenbildung bemüht
- 2007: Ed Panlilio (ein katholischer Geistlicher, dem 2007 die Priesterwürde aberkannt wurde, als er sich um ein politisches Amt bemühte und dann zum Gouverneur der Provinz Pampanga gewählt wurde)
- 2008: Manny Pacquiao
- 2009: Freiwillige Helfer nach Taifun Ondoy (Ketsana)
- 2010: Noynoy Aquino
- 2011: Freiwillige Helfer nach Taifun Washi (Sendong)
- 2012: Jesse Robredo (philippinischer Innenminister, der 2012 bei einem Flugzeugabsturz ums Leben kam)
- 2013: Whistleblower die den Betrug um den „Priority Development Assistance Fund“ aufdeckten, im Zuge dessen geschätzte 10 Milliarden Pesos an Staatsgeldern veruntreut wurden
- 2014: Leila de Lima, Conchita Carpio Morales and Grace Pulido-Tan
- 2015: Letty Jimenez-Magsanoc (die im selben Jahr verstorbene langjährige Chefredakteurin des Philippine Daily Inquirers)
- 2016: “Die Antirevisionisten” (die Millennials, die Richter des Obersten Gerichts der Philippinen und die Opfer des Kriegsrechts)
- 2017: Pinoy Ako Blog und andere Stimmen gegen Fake News
- 2018: Mutige Richter (Rodolfo Azucena Jr., Arlene Lirag Palabrica, Andres Soriano und Alexander Tamayo) für deren Urteile, die es vermochten auch in Zeiten politischen Drucks den Ruf der Bevölkerung nach Gerechtigkeit zu befriedigen
- 2019: Team Philippines bei den 30. SEA Games[14]
- 2020: Health care frontliners, die während der COVID-19-Pandemie an vorderster Front arbeitenden Personen des Philippinischen Gesundheitswesens[15]
- 2021: Ana Patricia Non und Hidilyn Diaz, beide für das Tragen schwerer Lasten – jede auf ihre Art: Non als Organisatorin einer community pantry (“Gemeinschaftsspeisekammer”) während der Covid-19-Pandemie, bei der sie Lebensmittel von Menschen einsammelte, welche diese entbehren konnten und an Bedürftige ausgab, die sich aufgrund der ökonomischen Auswirkungen der Pandemie nicht mehr selbst versorgen konnten. Und die Gewichtheberin Diaz als erste Gewinnerin einer olympischen Goldmedaille für die Philippinen.[16][17]